# Grille
Grille, též Sturmpanzer 38(t), byla německá samohybná houfnice ráže 150 mm na podvozku československého tanku LT vz. 38 nasazená do bojů druhé světové války.

## Historie
V říjnu roku 1942 vyvinula berlínská společnost Alkett prototyp samohybného děla na podvozku původně československého tanku LT vz. 38. Na korbě byla instalována nástavba z pancéřových desek, v níž byla umístěna polní houfnice ráže 150 mm. K obraně posádky sloužily osobní zbraně (samopaly). Stroj byl vyráběn v pražské firmě BMM (předválečné ČKD). Posádku stroje tvořilo 5 mužů. Jediný řidič seděl uvnitř trupu, zbytek posádky (velitel, střelec, nabíječ a radista) měl stanoviště v otevřeném bojovém prostoru, který nebyl chráněn před nepřízní počasí.
Prvním typem stroje byl Grille Ausf. H, kterého bylo roku 1943 vyrobeno 200 kusů. Od října 1943 do listopadu 1944 byl vyráběn typ Grille Ausf. M, u něhož byl motor posunut doprostřed vany, čímž se zvětšil bojový prostor a zlepšily pracovní podmínky posádky. K dopravě munice pro bojující samohybná děla sloužila muniční vozidla, která byla postavená právě na základě Grille Ausf. M. Od ledna do května 1944 jich bylo vyrobeno celkem 93 kusů.
Několik málo strojů bylo na přelomu let 1944/45 přestavěno na samohybný protiletadlový kanón. Samohybná děla Grille se účastnila různých bojových operací, poměrně známé je nasazení tohoto stroje v Pražském povstání v květnu 1945.